# پرولیجستون
پرولیجستون (به انگلیسی: Proligestone) با فرمول شیمیایی C24H34O4 یک ترکیب شیمیایی با شناسه پاب‌کم 71906 است. که جرم مولی آن ۳۸۶٫۵۲۴۳۶ گرم بر مول می‌باشد.